# Arló
Arló je velká obec v Maďarsku v župě Borsod-Abaúj-Zemplén, spadající pod okres Ózd. Nachází se asi 1 km jihozápadně od Ózdu. V roce 2018 zde žilo 3 554 obyvatel. Dle údajů z roku 2001 zde byli 70 % Maďaři, 30 % Romové a žili zde i čtyři Slováci. Název je pravděpodobně odvozen od slovanského slova orel, popř. Orlov.
Sousedními vesnicemi jsou Borsodszentgyörgy a Járdánháza, sousedním městem Ózd.